# Exorcist: The Beginning
Exorcist: The Beginning és una pel·lícula de terror del 2004 protagonitzada per Stellan Skarsgård i Izabella Scorupco i dirigida per Renny Harlin.

## Argument
Al Caire, l'any 1949 el pare Lankester Merrin (Stellan Skarsgård) ha abandonat el sacerdoci i malviu com pot gràcies a la seva antiga reputació com a arqueòleg. Inesperadament ve a ell un col·leccionista privat perquè robi una imatge sagrada d'un temple cristià que han descobert fa poc a l'Àfrica Oriental, temple que es trobava enterrat però que, tanmateix, es trobava en perfecte estat, com si l'haguessin enterrat en acabar-lo de construir. Quan en Merrin arriba al lloc, descobreix que els fets inexplicables que envolten la troballa podrien ser causats per alguna cosa d'un abast impossible per a l'humà, àdhuc diabòlic.